# Sh2-57
Sh2-57 è una piccola nebulosa a emissione visibile nella costellazione dello Scudo.
Si individua nella parte occidentale della costellazione, circa 1° a WSW della stella α Scuti; si estende per 2 minuti d'arco in direzione di una regione della Via Lattea fortemente oscurata da dense nubi di polveri. Il periodo più indicato per la sua osservazione nel cielo serale ricade fra giugno e novembre; trovandosi a soli 9° dall'equatore celeste, può essere osservata indistintamente da tutte le regioni popolate della Terra.
Si tratta di una regione H II di piccole dimensioni situata sul bordo esterno del Braccio del Sagittario alla distanza di circa 1500 parsec (circa 4890 anni luce), a circa 200 parsec dall'associazione OB Scutum OB3; la responsabile della ionizzazione dei suoi gas sarebbe BD-8 4623, una gigante blu di classe spettrale B0.5III e magnitudine apparente pari a 10,5. Al suo interno sarebbero attivi fenomeni di formazione stellare, come è testimoniato dalla presenza di una sorgente di onde radio situata alle coordinate galattiche l=22.86; b=+00.68. A breve distanza angolare si trova la nebulosa Sh2-58, situata tuttavia a una distanza molto maggiore, dalla quale sembra separata dalla nebulosa oscura LDN 446.